# Tablón Chico
Tablón Chico, även Tabloncito, är en ort i Mexiko, tillhörande kommunen Apaxco i den nordvästra delen av delstaten Mexiko, i den centrala delen av landet. Orten hade 113 invånare vid folkräkningen 2010.